# توشار کاپور
توشار کاپور (انگلیسی: Tusshar Kapoor؛ زادهٔ ۲۰ نوامبر ۱۹۷۶) هنرپیشه و صداپیشه اهل هند است.
از فیلم‌ها یا برنامه‌های تلویزیونی که وی در آن نقش داشته‌است می‌توان به تیراندازی در لوکاندوالا اشاره کرد.
وی همچنین برندهٔ جوایزی همچون جایزه فیلم‌فیر شده‌است.

## فیلم‌شناسی
فهرست برخی از فیلم‌هایی که توشار کاپور در آنها به ایفای نقش پرداخته‌است:
- تیراندازی در لوکاندوالا
- یونیفورم قهوه‌ای
- پسر خوب، پسر بد
- بازگشت هرج و مرج
- هرج و مرج ۳
- زندگی فقط برای من است
- انسان
- هرج و مرج دوباره
- هرج و مرج: سرگرمی نامحدود
- یه چیزی می‌خواهم بگویم
- مستی‌زاده
- چقدر باحال هستیم
- چقدر باحال هستیم ۲
- چقدر باحال هستیم ۳
- عکس کثیف
- تیراندازی در وادالا
- شریک زندگی
- طبل
- چیزی هست
- بمب لاکسمی
- چه داستان عاشقانه‌ای
- دوستت دارم...آقای هنرمند!
- غیب
- شارت
- اگر
- عشق، سکس و خیانت ۲
- به بازی ادامه بده
- سی کمپانی